# 검은머리비늘발도마뱀
검은머리비늘발도마뱀(hooded scaly-foot)은 뱀붙이도마뱀과에 속한 호주에 자생하는 다리 없는 도마뱀이다.

## 설명
검은머리비늘발도마뱀 성체의 체장은 45 - 55 cm에, 주둥이에서 총배설강까지의 길이는 평균 22.7 cm 에 달한다. 암컷이 수컷보다 큰 편이다. 검은머리비늘발도마뱀의 몸에는 어떠한 앞다리의 흔적도 없으며, 뒷다리는 비늘로 덮인 얇은 덮개의 형태로 남아있다. 이 뒷다리는 작고 노처럼 생겼는데, 특이하게 변형된 비늘은 이동에 적합하지 않다.
검은머리의 비늘은 부드럽고 살짝 윤이 난다. 배비늘(ventral scale)은 보통 120개 이상이며, 비늘의 쌍이 열을 이루는데, 인접한 몸비늘(body scale)보다 훨씬 크다. 체색은 갈색에서 불그스름한 갈색을 띄는데, 사막에서 서식하는 개체들은 보통 좀 더 주황색에 가까운 색깔을, 다른 곳에 서식하는 개체들은 좀 더 칙칙한 갈색을 띈다. 밑부분은 흰색이다. 몸의 무늬는 거의 또는 전혀 없으며, 비스듬한 검은 줄무늬들이 등 가운데에서 이어진다.
이 비늘발도마뱀류는 머리와 목을 가로지르는, 마치 모자를 쓴 것처럼(hooded) 보이는 검은색 줄무늬가 특징이다. 이 모자는 눈을 가로질러 입술에서 입술로 이어지는 줄무늬, 콧구멍의 검은 얼룩, 목을 가로지르는 넓은 줄무늬로 이루어진다. 이 검은 줄무늬들은 나이가 들면서 흐려지거나 서로 합쳐진다. 눈꺼풀이 없는 눈은 잘 발달되어있고, 투명한 막으로 덮여있다. 이 종은 넓적하고 통통한 혓바닥으로 눈을 덮고 있는 막을 깨끗하게 핥아낸다. 귓구멍은 또렷이 발달되어있다.
콧구멍이 첫 번째 윗입술비늘(first upper labial scale)과 붙어있는 것으로 비늘발도마뱀속의 다른 네 종과 구별할 수 있다.

## 분류
뱀붙이도마뱀류는 도마뱀붙이과와 제일 가깝다. 뱀붙이도마뱀류와 도마뱀붙이류는 다양한 특성을 공유한다. 이 두 과는 어쩌면 하나일 수도 있으며, 뱀붙이도마뱀류는 어쩌면 발 없는 도마뱀붙이류일지도 모른다. 공통점으로는 껍질이 부드러운 알을 한 번에 두 개씩 산란하기, 눈꺼풀이 없는 눈을 덮는 투명한 막을 핥아서 청소하는 습성, 뀍뀍대는 목소리 등이 있다. 두개골과 귓구멍도 서로 비슷하다.

## 생태
검은머리는 남부의 습한 지역과 태즈메이니아를 제외한 호주 전역에서 발견된다. 뱀붙이도마뱀과는 호주와 뉴기니에 서식해왔다.
이 종은 거의 야행성인데, 이는 서식지의 낮은 뜨겁기 때문이며, 날이 조금 시원해지면 낮에 사냥한다. 이 녀석은 지표면에서 살아가지만, 지면 1.5m 위의 초목에서 발견되기도 한다. 사육 개체는 7년까지 살아가지만, 야생 개체의 수명에 대해서는 알려진 바가 거의 없다.
검은머리는 다양한 서식지에서 발견되며, 개방된 건조한 서식지를 좋아한다. 특히 트라이오디아(en:Triodia (grass))가 무성한 메마른 모래사막에서 발견되지만, 개방된 삼림지대와 덤불지대에서도 서식한다. 이 녀석들은 바위와 나무 잔해 밑, 다발식물체(en:tussock) 덤불이나 땅의 틈, 버려진 굴, 곤충이 파둔 굴, 흰개미 둔덕에 숨는다.

## 식성
검은머리는 주로 지면을 기어다니는 절지류를 먹는다. 곤충을 주로 먹지만 거미 알집과 전갈도 먹는다. 이 녀석들은 적극적으로 먹이를 찾아나선다. 먹이를 잡으면 몸을 크로커다일처럼 비틀어대서 먹이를 으깨버린다. 새어나간 체액은 남김 없이 핥아먹는다.

## 습성
비늘발도마뱀류는 몸과 꼬리를 물결 모양으로 꿈틀거려 앞으로 나아가며, 드넓은 땅에서는 물결모양으로 몸을 뒤틀어 도약하여 움직이기도 한다. 뒷다리 덮개(hind-limb flap)는 움직일 때는 몸에 달라붙어있지만, 스트레스를 받거나 높은 곳을 오를 때는 펼쳐질 수 있다. 상술했듯이 이 녀석들은 뀍뀍댈 수 있다. 이 날카로운 목소리는 스트레스를 받을 때, 드물게는 사회적인 상호작용 과정에서 들을 수 있다.
검은머리는 방해받을 때는 머리와 몸통의 앞부분을 치켜세우고, 목을 펴고, 혓바닥을 낼름거리다가, 때로는 그대로 공격하기도 한다. 이는 명백히 포식자를 물리치기 위해 독사를 의태하는 것이다. 검은머리의 무늬는 갈색뱀(en:Pseudonaja)의 유체와 닮았다. 이 녀석들은 붙잡히면 격렬하게 저항하며, 길게 끽끽대면서 몸을 뒤틀어댄다. 이 녀석들은 즉시 꼬리를 잘라내며 새로운 꼬리를 재생해낼 것이다. 재생된 꼬리는 비늘의 배열과 무늬가 원래와는 상당히 달라 구별할 수 있다.

## 번식
검은머리는 난생이고, 한 번에 두 개의 껍질이 말랑한 알을 낳는다. 비늘발도마뱀류는 집단으로 산란하는 모습이 관찰되어왔는데, 부화 기간은 66 - 77일로 알려져있다. 수컷의 돌출된 골반, 가시같이 변형된 비늘, 뒷다리 '덮개'는 암컷을 붙잡는 데 쓰인다고 알려져있다.

## 포식
검은머리를 포식하는 녀석들로는 맹금류, 코브라류, 고안나도마뱀(Goanna), 들고양이, 여우, 버튼민다리도마뱀 등이 있다. 그렇지만 민다리도마뱀은 이 녀석들의 식단에서 작은 부분만을 차지한다.

## 뱀과의 차이점
민다리도마뱀(en:legless lizard)은 뱀과 비슷하게 생겨서 사람한테 곧잘 죽어나간다. 뱀과, 비늘발도마뱀류를 포함한 민다리도마뱀을 구별할 수 있는 다양한 외적 특징들이 있다:
- 뱀붙이도마뱀류는 뒷다리 흔적기관이 있다
- 민다리도마뱀의 혓바닥은 넓적하고 통통하여 뱀의 뾰족하고 갈라진 혀와는 닮지 않았다
- 대부분의 민다리도마뱀은 귓구멍이 있다
- 복부의 비늘쌍들이 열을 지어 돋아난다
- 민다리도마뱀의 끊어지지 않은 꼬리는 몸통보다 훨씬 긴 반면, 뱀의 꼬리는 몸통보다 짧다.[2][4][6]